# Milan Panić
Milan Panić (Belgrado, 20 dicembre 1929) è un politico e imprenditore serbo naturalizzato statunitense.

## Biografia
È stato Primo ministro della Repubblica Federale di Jugoslavia dal luglio 1992 al febbraio 1993. Ha svolto questo ruolo pur avendo la cittadinanza statunitense e per questo motivo è stato criticato.
Si presentò alle elezioni presidenziali in Serbia del 1992, ma perse contro Slobodan Milošević.
Per quanto riguarda la sua attività imprenditoriale, fondò negli anni cinquanta la ICN Pharmaceuticals, industria farmaceutica poi confluita nella Valeant Pharmaceuticals.